# Agostino Richelmy
Agostino Richelmy, italijanski rimskokatoliški duhovnik, škof in kardinal, * 29. november 1850, Torino, † 10. avgust 1923, Torino.

## Življenjepis
25. aprila 1873 je prejel duhovniško posvečenje.
7. junija 1886 je bil imenovan za škofa Ivree; škofovsko posvečenje je prejel 28. oktobra istega leta. 18. septembra 1897 je postal nadškof Torina.
18. junija 1899 je bil povzdignjen v kardinala in imenovan za kardinal-duhovnika S. Eusebio; 27. novembra 1911 je bil imenovan za kardinal-duhovnika S. Maria in Via.
Bil je profesor za dogmatsko teologijo in moralno etiko.
Leta 1903 je ustanovil časopis Il momento.